# أدولف إيبرل
أدولف إيبرل (بالألمانية: Adolf Eberle)‏ هو رسام ألماني، ولد في 11 يناير 1843 في ميونخ في ألمانيا، وتوفي بنفس المكان في 24 يناير 1914.